# Iglesia de la Inmaculada Concepción (Iquitos)
La Iglesia de la Inmaculada Concepción conocida popularmente como Iglesia de la Purísima Concepción  o  Iglesia de la Purísima es un templo católico ubicado en el distrito de Punchana en el norte de la ciudad peruana de Iquitos. Pertenece al vicariato apostólico de Iquitos y tiene como adoración a la Inmaculada Concepción.

## Festividad
En el templo se celebra la fiesta de la Virgen de la Purísima cada 8 de diciembre.

## Cultura Popular
En la cultura popular la iglesia y su culto a la Virgen de la Purísima es muy conocida y apreciada por la población iquiteña como una antesala a Navidad.